# Akazome Emon

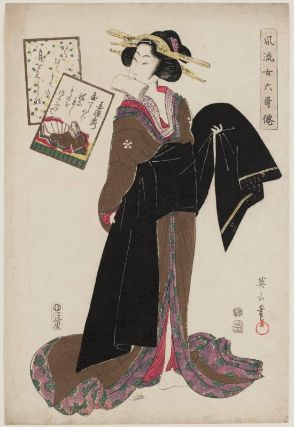
Fiktive Darstellung der Akazome Emon, Farbholzschnitt von Kikugawa Eizan, 1811

Akazome Emon (jap. 赤染衛門; * um 956; † 1041) war eine japanische Dichterin.

## Leben
Akazome war die Tochter des Akazome no Tokimochi, von dessen Posten als Palastwache (emon) auch ihr Notname abgeleitet ist. Sie war Hofdame von Rinshi, der Frau des Herrschers Fujiwara no Michinaga und von deren Tochter Shōshi. Ihr Ehemann war der Dichter Ōe no Masahira.
Traditionell wird ihr die – zumindest teilweise – Autorenschaft der ersten japanischen Geschichtserzählung Eiga Monogatari zugeschrieben. Diese „Erzählung von Glanz und Herrlichkeit“ umfasst einen Zeitraum von 200 Jahren, beginnend mit der Herrschaft des Kaisers Uda und endend mit der Kaiserzeit Horikawas, und in ihrem Mittelpunkt stehen die Taten Fujiwara no Michinagas. Weiterhin verfasste Akazome ein Reisetagebuch unter dem Titel Owari kikō.
600 ihrer Waka-Gedichte wurden in der Sammlung Akazome emon shū veröffentlicht. Weitere Gedichte fanden Aufnahme in offizielle Sammlungen wie Shūi wakashū. Akazome zählt zu den Sechsunddreißig Unsterblichen der Dichtkunst des Mittelalters (Chūko Sanjūrokkasen) und zu den Sechsunddreißig weiblichen Unsterblichen der Dichtkunst (Nyōbō Sanjūrokkasen).

## Werk
- Eiga monogatari (栄花物語)
  - engl. „A tale of flowering fortunes; annals of Japanese aristocratic life in the Heian period“, übersetzt von William H. McCullough, Stanford Univ. Press, Stanford, 1980